# Jabalpur (travhäst)
Jabalpur, född 29 mars 2019, är en fransk varmblodig travhäst. Han tränas av Alain Chavatte och körs av Gabriele Gelormini.
Jabalpur började tävla i oktober 2021 och inledde med en sjundeplats och tog sin första seger i tredje starten. Han har hittills sprungit in 453 590 euro på 41 starter, varav 10 segrar, 4 andraplats och 3 tredjeplats. Han har tagit karriärens hittills största seger i Prix René Ballière (2025).
Han har även segrat i Prix Narquois (2024), Prix Dominik Cordeau (2025), Prix Michel-Marcel Gougeon (2025) kommit på andraplats i Prix Jean-Luc Lagardère (2025) och på tredjeplats i Prix Jules Lepennetier (2023).

## Statistik
| Statistik för Jabalpur (Ref.) | Statistik för Jabalpur (Ref.) | Statistik för Jabalpur (Ref.) | Statistik för Jabalpur (Ref.) | Statistik för Jabalpur (Ref.) | Statistik för Jabalpur (Ref.) |
| ----------------------------- | ----------------------------- | ----------------------------- | ----------------------------- | ----------------------------- | ----------------------------- |
| Starter                       | Placeringar                   | Startprissumma                | Segerprocent                  | Platsprocent                  | Rekord                        |
| 41                            | 10-4-3                        | 453 590 euro                  | 24 %                          | 41 %                          | 1.08,7ak,                     |

### Större segrar
| År   | Lopp                       | Kusk               | Vinstbelopp | Grupp   |
| ---- | -------------------------- | ------------------ | ----------- | ------- |
| 2024 | Prix Narquois              | Gabriele Gelormini | 36 000 EUR  | Grupp 3 |
| 2025 | Prix Michel-Marcel Gougeon | Gabriele Gelormini | 40 500 EUR  | Grupp 3 |
| 2025 | Prix René Ballière         | Gabriele Gelormini | 90 000 EUR  | Grupp 1 |